# Chuisnes
Chuisnes est une commune française située dans le département d'Eure-et-Loir en région Centre-Val de Loire.

## Géographie

### Situation
Cette commune, traversée par l'Eure et située à environ 110 kilomètres de Paris, est jumelée à Alveston, une paroisse civile du sud-ouest de l'Angleterre.

Situation géographique
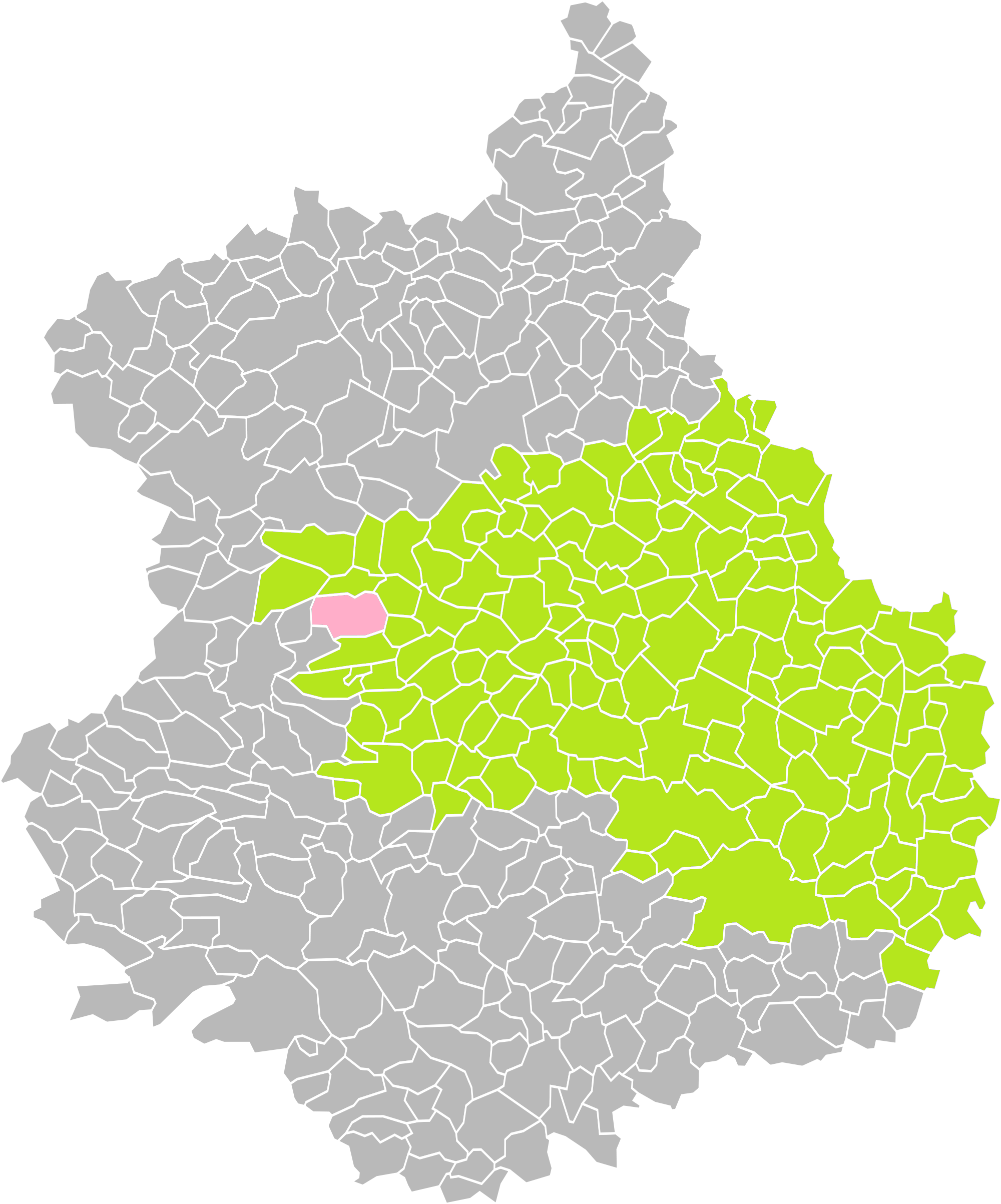
Chuisnes dans son arrondissement.
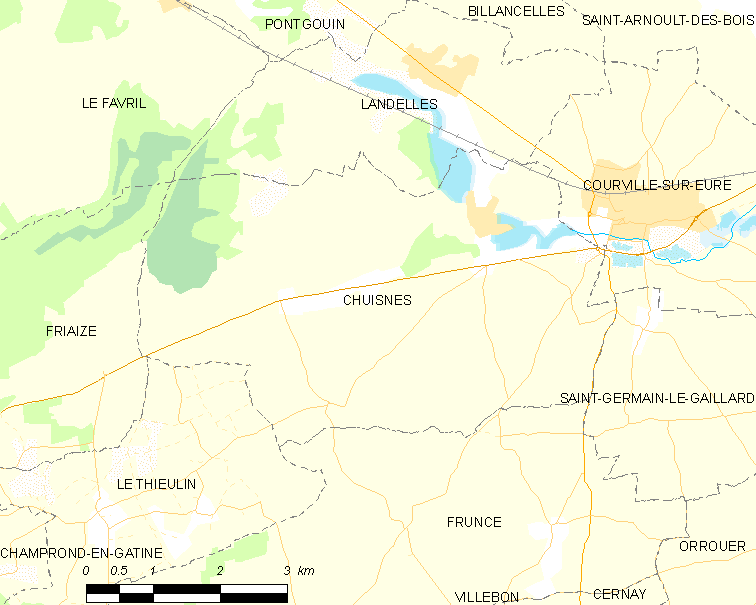
Carte de la commune de Chuisnes.

### Communes limitrophes
| Le Favril   | Landelles |                           |
| Friaize     | Chuisnes  | Courville-sur-Eure        |
| Le Thieulin | Fruncé    | Saint-Germain-le-Gaillard |

### Hydrographie
Provenant du nord par Landelles, la rivière l'Eure, affluent en rive gauche du fleuve la Seine, traverse le nord-est de la commune pour se diriger ensuite vers l'est et Courville-sur-Eure.

### Climat
Pour des articles plus généraux, voir Climat du Centre-Val de Loire et Climat du Val-d'Oise.
En 2010, le climat de la commune est de type climat océanique dégradé des plaines du Centre et du Nord, selon une étude du CNRS s'appuyant sur une série de données couvrant la période 1971-2000. En 2020, Météo-France publie une typologie des climats de la France métropolitaine dans laquelle la commune est exposée à un climat océanique altéré et est dans la région climatique  Sud-ouest du bassin Parisien, caractérisée par une faible pluviométrie, notamment au printemps (120 à 150 mm) et un hiver froid (3,5 °C). 
Pour la période 1971-2000, la température annuelle moyenne est de 10,4 °C, avec une amplitude thermique annuelle de 14,9 °C. Le cumul annuel moyen de précipitations est de 660 mm, avec 11 jours de précipitations en janvier et 7,9 jours en juillet. Pour la période 1991-2020, la température moyenne annuelle observée sur la station météorologique de Météo-France la plus proche, « Deauville », sur la commune de Deauville à 5 388 km à vol d'oiseau, est de 0,0 °C et le cumul annuel moyen de précipitations est de 0,0 mm,. Pour l'avenir, les paramètres climatiques de la commune estimés pour 2050 selon différents scénarios d'émission de gaz à effet de serre sont consultables sur un site dédié publié par Météo-France en novembre 2022.

## Urbanisme

### Typologie
Au 1er janvier 2024, Chuisnes est catégorisée commune rurale à habitat dispersé, selon la nouvelle grille communale de densité à 7 niveaux définie par l'Insee en 2022.
Elle est située hors unité urbaine. Par ailleurs la commune fait partie de l'aire d'attraction de Chartres, dont elle est une commune de la couronne,. Cette aire, qui regroupe 117 communes, est catégorisée dans les aires de 50 000 à moins de 200 000 habitants,.

### Occupation des sols
L'occupation des sols de la commune, telle qu'elle ressort de la base de données européenne d’occupation biophysique des sols Corine Land Cover (CLC), est marquée par l'importance des territoires agricoles (87,1 % en 2018), une proportion identique à celle de 1990 (87,1 %). La répartition détaillée en 2018 est la suivante : 
terres arables (80,1 %), forêts (9,4 %), zones agricoles hétérogènes (6 %), eaux continentales (2,4 %), zones urbanisées (1,1 %), prairies (0,9 %). L'évolution de l’occupation des sols de la commune et de ses infrastructures peut être observée sur les différentes représentations cartographiques du territoire : la carte de Cassini (XVIIIe siècle), la carte d'état-major (1820-1866) et les cartes ou photos aériennes de l'IGN pour la période actuelle (1950 à aujourd'hui).

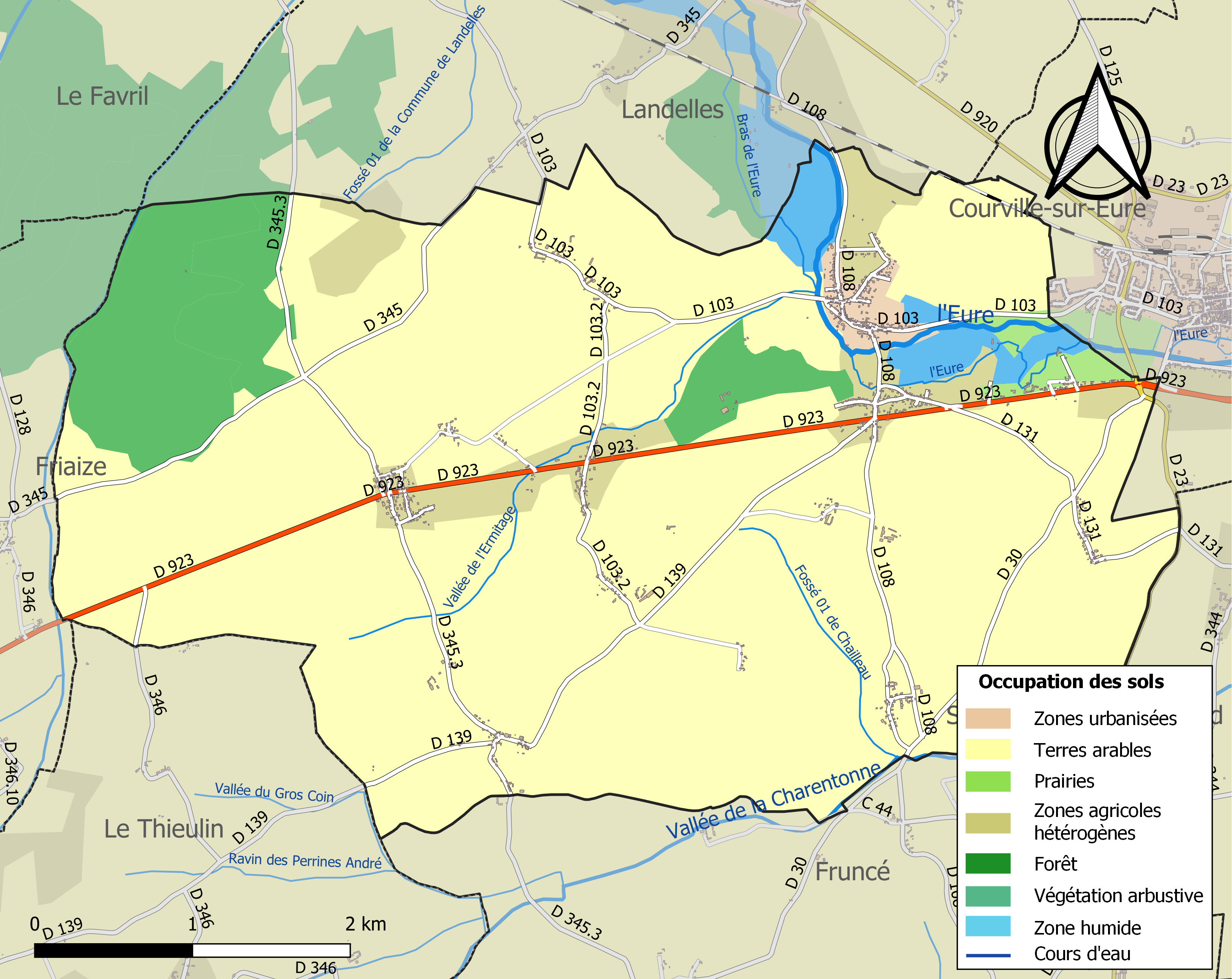
Carte des infrastructures et de l'occupation des sols de la commune en 2018 (CLC).

### Risques majeurs
Le territoire de la commune de Chuisnes est vulnérable à différents aléas naturels : météorologiques (tempête, orage, neige, grand froid, canicule ou sécheresse), inondations, mouvements de terrains et séisme (sismicité très faible). Il est également exposé à un risque technologique, le transport de matières dangereuses. Un site publié par le BRGM permet d'évaluer simplement et rapidement les risques d'un bien localisé soit par son adresse soit par le numéro de sa parcelle.

#### Risques naturels
Certaines parties du territoire communal sont susceptibles d’être affectées par le risque d’inondation par débordement de cours d'eau, notamment la Vallée de Charentonne et l'Eure. La commune a été reconnue en état de catastrophe naturelle au titre des dommages causés par les inondations et coulées de boue survenues en 1995, 1997 et 1999,.

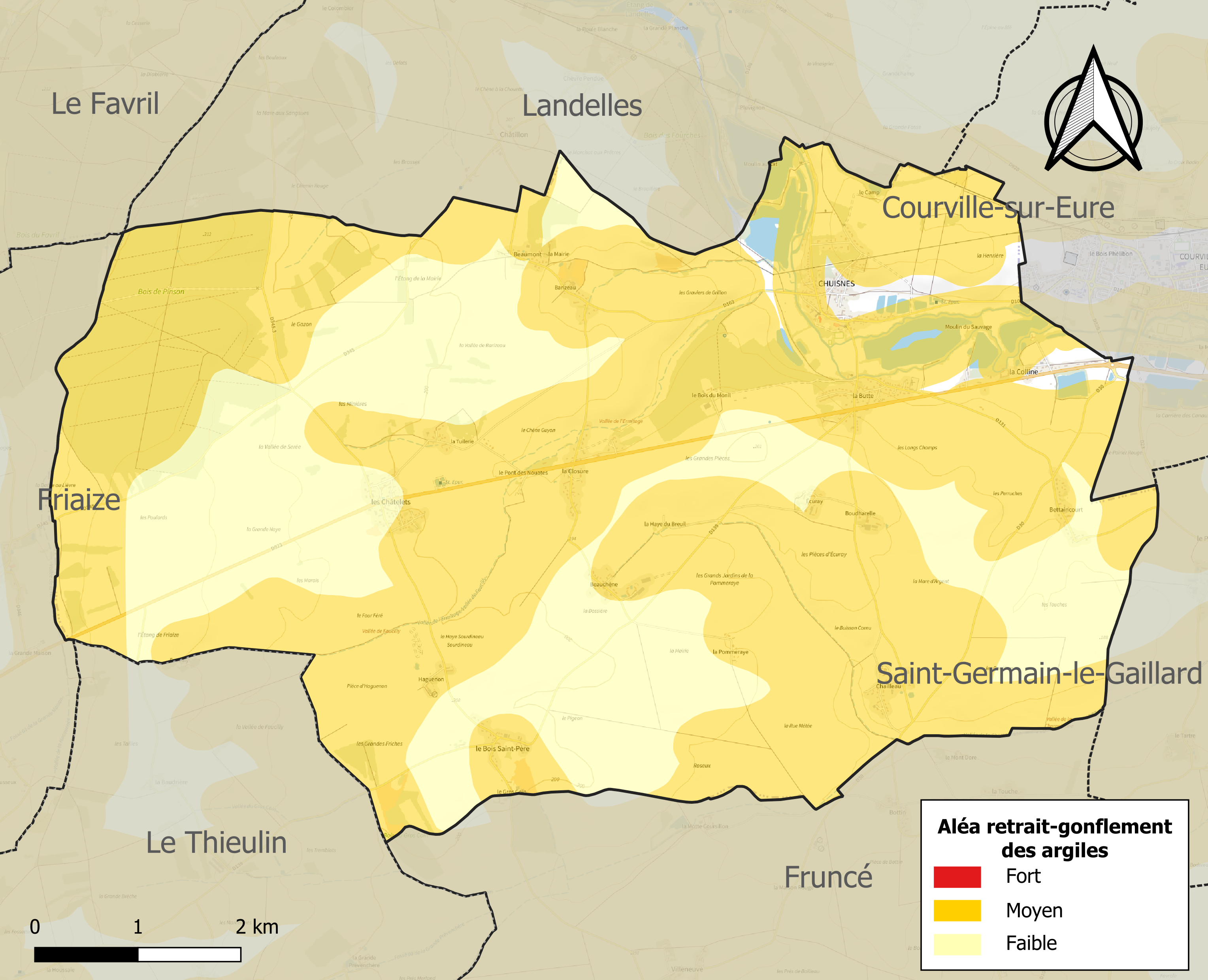
Carte des zones d'aléa retrait-gonflement des sols argileux de Chuisnes.

Les mouvements de terrains susceptibles de se produire sur la commune sont des affaissements et effondrements liés aux cavités souterraines. L'inventaire national des cavités souterraines permet de localiser celles situées sur la commune.
Le retrait-gonflement des sols argileux est susceptible d'engendrer des dommages importants aux bâtiments en cas d’alternance de périodes de sécheresse et de pluie. 68,9 % de la superficie communale est en aléa moyen ou fort (52,8 % au niveau départemental et 48,5 % au niveau national). Sur les 506 bâtiments dénombrés sur la commune en 2019, 396 sont en aléa moyen ou fort, soit 78 %, à comparer aux 70 % au niveau départemental et 54 % au niveau national. Une cartographie de l'exposition du territoire national au retrait gonflement des sols argileux est disponible sur le site du BRGM,.
Concernant les mouvements de terrains, la commune a été reconnue en état de catastrophe naturelle au titre des dommages causés par des mouvements de terrain en 1999.

#### Risques technologiques
Le risque de transport de matières dangereuses sur la commune est lié à sa traversée par des infrastructures routières ou ferroviaires importantes ou la présence d'une canalisation de transport d'hydrocarbures. Un accident se produisant sur de telles infrastructures est en effet susceptible d’avoir des effets graves au bâti ou aux personnes jusqu’à 350 m, selon la nature du matériau transporté. Des dispositions d’urbanisme peuvent être préconisées en conséquence.

## Toponymie
Le nom de la localité est attesté sous les formes Vicus Choinensis vers 1020 ; Choina vers 1045 ; Cheoni vers 1050 ; Chonia en 1117 ; Chuenia en 1239 ; Chuinia en 1258 ; Chuene, Chuyne en 1338 ; Chuisnes en 1473 ; Chenua en 1215 ; Chenia, Chuesne en 1384 ; Saint Martin de Chuisnes en 1736.

## Histoire
Des fouilles effectuées en 1858, a proximité d'un des ponts du centre-bourg, ont permis la découverte d'urnes funéraires et de tessons d'argiles (tuiles et poteries) de l'époque romaine. La commune est également traversée par une ancienne voie romaine.
La première église de la commune fût consacrée à Saint-Sanctin, évêque de Verdun et de Meaux au IVe siècle, et évengélisateur dans plusieurs régions du bassin parisien dont le diocèse de Chartres. L'abbaye était d'importance mineure et dépendait de l'abbaye de Marmoutier. En 1394, la reine Isabeau de Bavière visite l'abbaye en marge de la présence de Charles VI à Chartres. Au fil des siècles, l'abbaye devient un prieuré (au XVe siècle) puis une chapelle lorsqu'elle est vendue comme bien national à la Révolution. Elle est détruite en 1852. 
D'après le cartulaire dunois, Chuisnes est lieu de paix entre l'évêque de Chartres, Thierry, et le comte du Perche Rotrou III, qui profitent de la consécration de l'église Saint-Martin pour se réconcilier. 

## Politique et administration

### Liste des maires
| Période                                  | Période  | Identité       | Étiquette | Qualité                    |
| ---------------------------------------- | -------- | -------------- | --------- | -------------------------- |
| mars 2014                                | mai 2020 | Jacky Jaulneau |           | Retraité de l'enseignement |
| mai 2020                                 | En cours | Jacques Maupu, |           | Ancien cadre               |
| Les données manquantes sont à compléter. |          |                |           |                            |

## Population et société

### Démographie
L'évolution du nombre d'habitants est connue à travers les recensements de la population effectués dans la commune depuis 1793. Pour les communes de moins de 10 000 habitants, une enquête de recensement portant sur toute la population est réalisée tous les cinq ans, les populations de référence des années intermédiaires étant quant à elles estimées par interpolation ou extrapolation. Pour la commune, le premier recensement exhaustif entrant dans le cadre du nouveau dispositif a été réalisé en 2005.

En 2022, la commune comptait 1 123 habitants, en évolution de +0,09 % par rapport à 2016 (Eure-et-Loir : −0,23 %, France hors Mayotte : +2,11 %).
| 1793 | 1800 | 1806 | 1821 | 1831 | 1836 | 1841 | 1846 | 1851 |
| ---- | ---- | ---- | ---- | ---- | ---- | ---- | ---- | ---- |
| 745  | 774  | 767  | 721  | 631  | 746  | 740  | 776  | 735  |

| 1856 | 1861 | 1866 | 1872 | 1876 | 1881 | 1886 | 1891 | 1896 |
| ---- | ---- | ---- | ---- | ---- | ---- | ---- | ---- | ---- |
| 718  | 690  | 684  | 686  | 681  | 634  | 621  | 619  | 641  |

| 1901 | 1906 | 1911 | 1921 | 1926 | 1931 | 1936 | 1946 | 1954 |
| ---- | ---- | ---- | ---- | ---- | ---- | ---- | ---- | ---- |
| 596  | 577  | 554  | 526  | 513  | 516  | 477  | 547  | 561  |

| 1962 | 1968 | 1975 | 1982 | 1990 | 1999 | 2005 | 2006 | 2010  |
| ---- | ---- | ---- | ---- | ---- | ---- | ---- | ---- | ----- |
| 579  | 542  | 573  | 694  | 782  | 815  | 910  | 931  | 1 033 |

| 2015  | 2020  | 2022  | - | - | - | - | - | - |
| ----- | ----- | ----- | - | - | - | - | - | - |
| 1 114 | 1 096 | 1 123 | - | - | - | - | - | - |

## Culture locale et patrimoine

### Lieux et monuments
- Église Saint-Marin, XIIe siècle[33] ;
- Monument aux aviateurs du Farman Goliath, tombé le 12 septembre 1929[34].

Lieux et monuments de Chuisnes
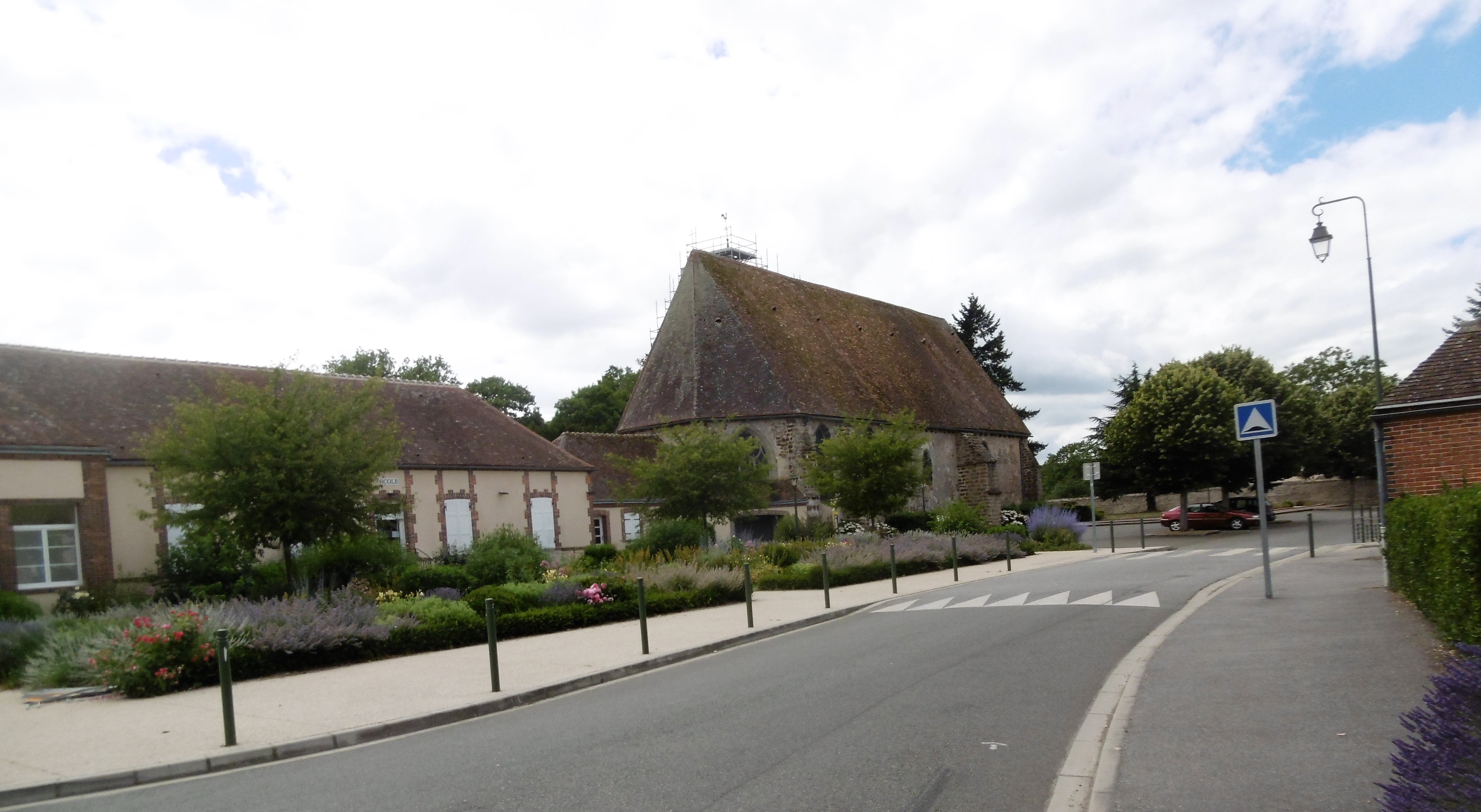
Place de l'église.
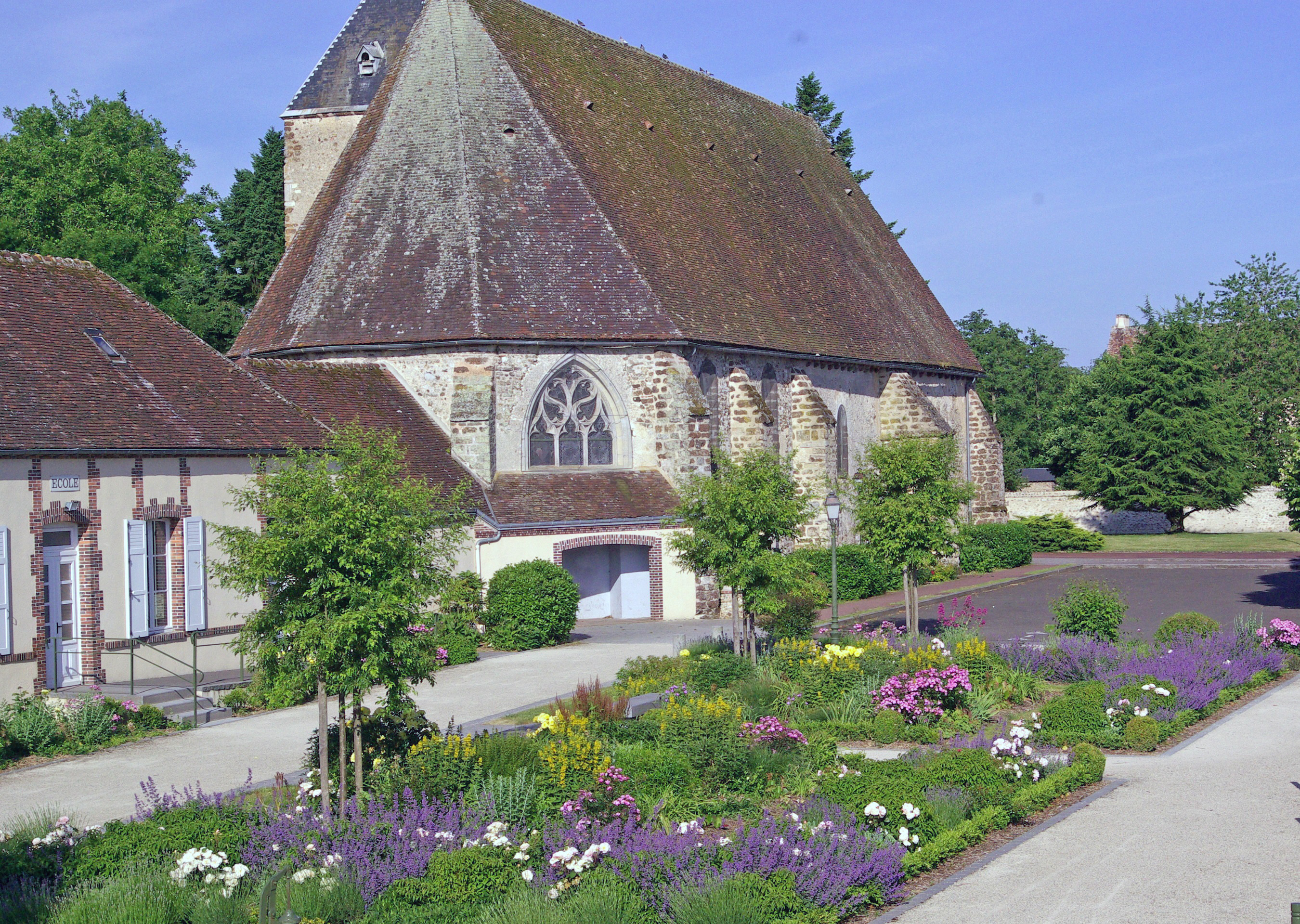
L'église Saint-Marin.
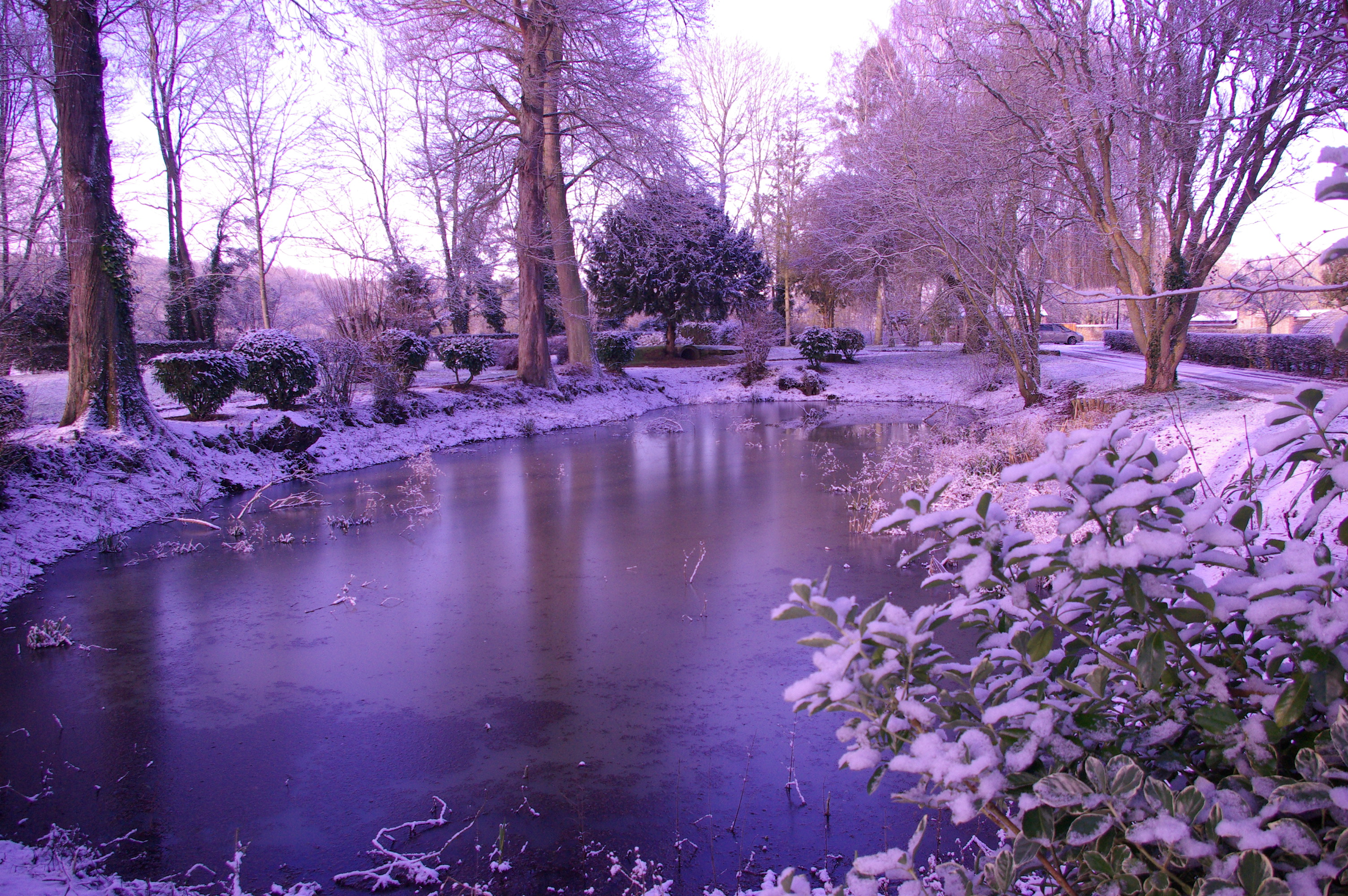
L'Eure à Chuisnes en hiver.
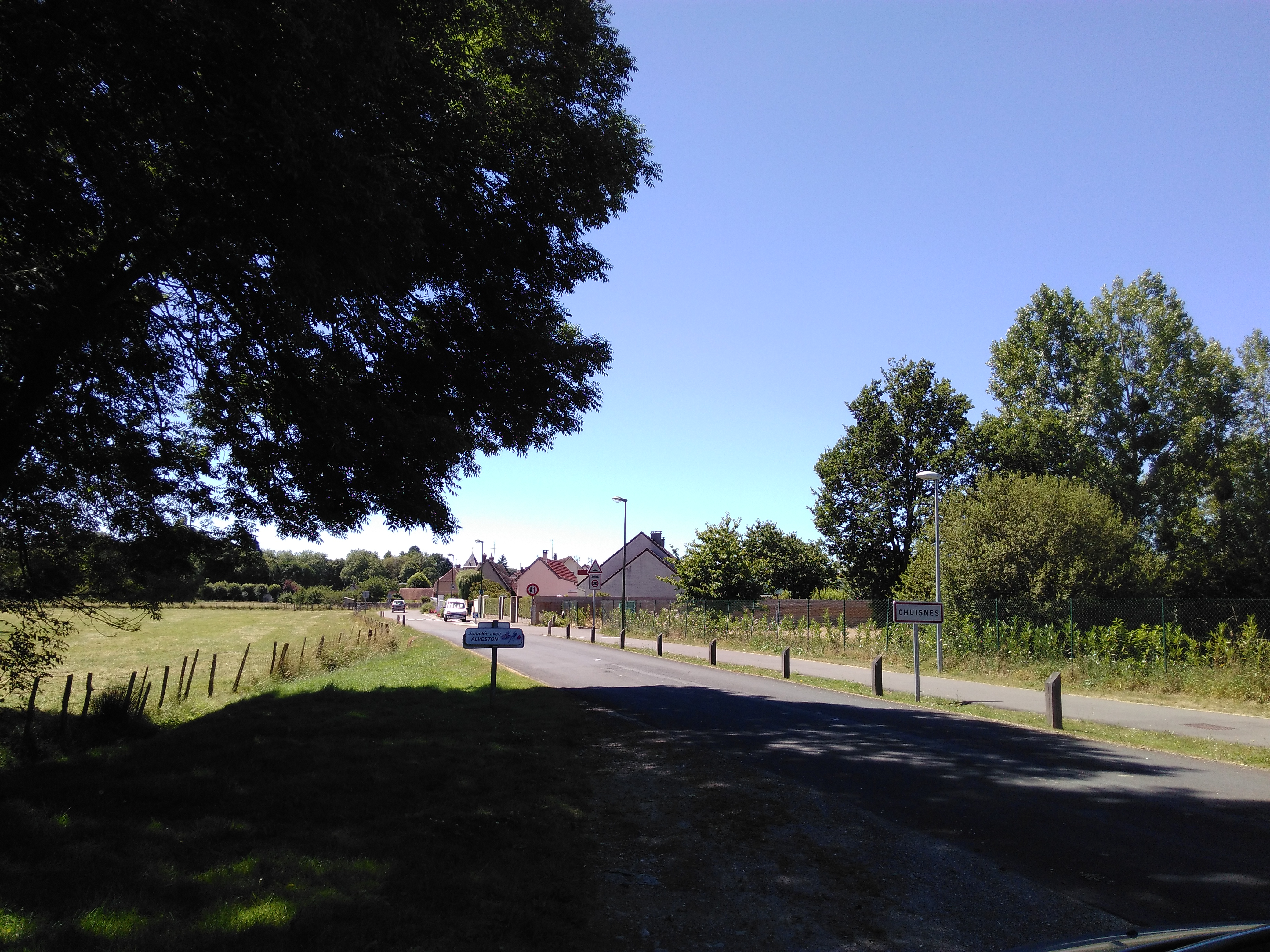
Entrée de Chuisnes par la D 103, voie verte venant de Courville-sur-Eure.
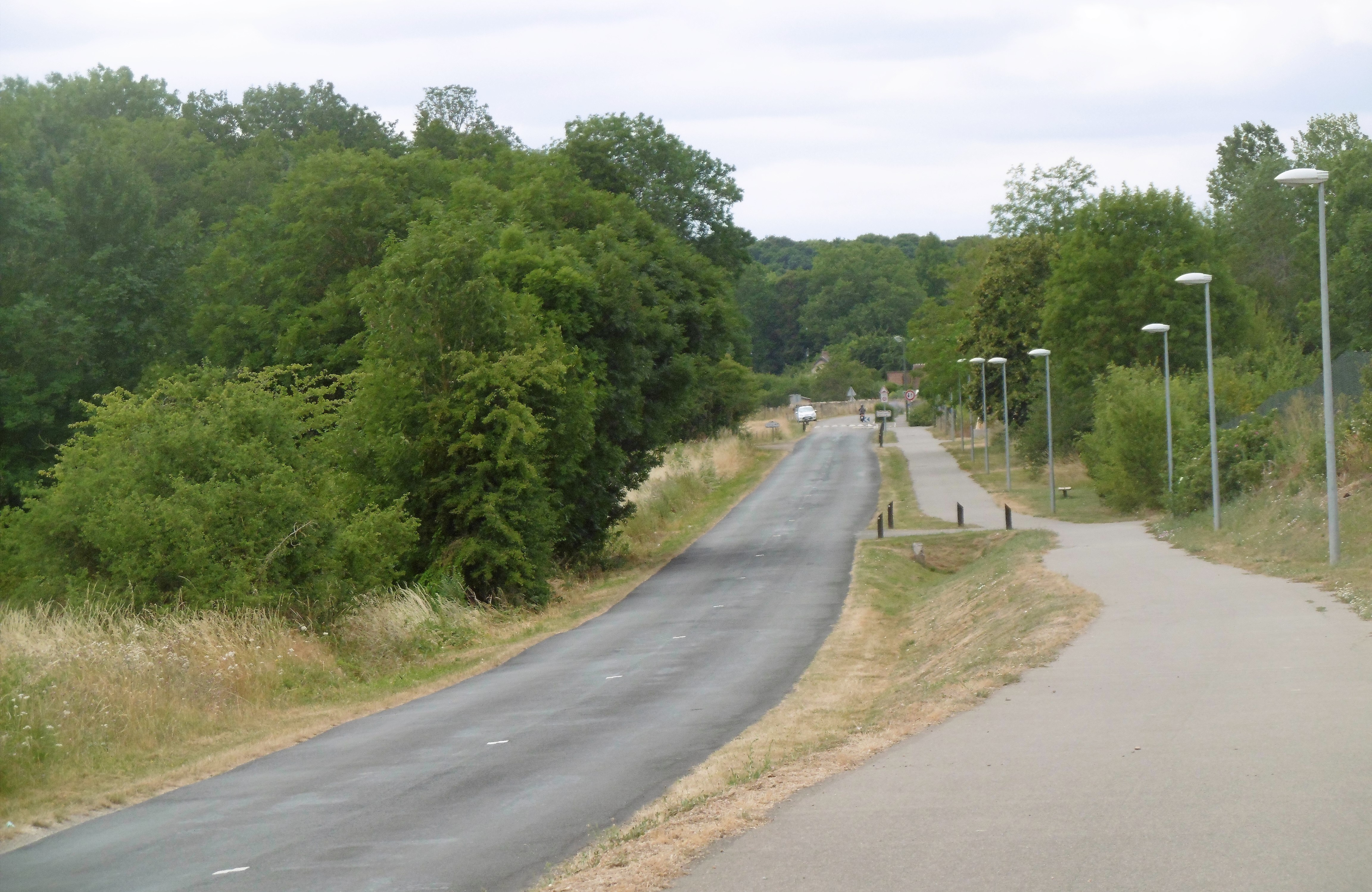
Chuisnes le long de la D 103 voie verte.

### Personnalités liées à la commune
- Antoine Furetière (1619-1688), qui est peut-être le prieur de l'ancienne église Saint-Gervais-Saint-Protais, nommé par l'abbaye de Marmoutier de Tours[33],[35] ;
- Raoul Calary de Lamazière, homme politique français né en 1879 qui, le 30 janvier 1932, eut un accident de voiture au hameau de la Closure ; il fut transporté à Chartres, où il mourut.